# Hugo Quispe Mamani
Hugo Isaías Quispe Mamani (Juliaca, Puno, 16 de diciembre de 1951) es un profesor y político peruano. Fue alcalde de la provincia de Mariscal Nieto en cuatro periodos.

## Biografía
Nació en la Juliaca, ciudad ubicada en la provincia de San Román de la región Puno en Perú, el 16 de diciembre de 1951. Es hijo de Heraclio Quispe Calle y de Rubela Mamani Condori.
Hizo sus estudios primarios en el Colegio Yanaoco en Huancané y los secundarios en el Colegio Titicaca en Juliaca. Entre 1970 y 1974 estudió educación en la Universidad Católica de Santa María de Arequipa. Entre 2003 y 2005 alcanzó el grado de doctor en educación en esa casa de estudios. Es también magíster en Docencia Universitaria y Gestión Educativa por la Universidad Privada de Tacna. Ha sido Director del ISTP Benjamin Franklin desde abril de 1991 hasta junio del 2010.[cita requerida]

## Trayectoria
En el año 1987 se inicia su carrera política como presidente departamental del Frente Nacional de Trabajadores y Campesinos (FRENATRACA), partido político fundado por Roger Cáceres Velásquez y en donde se presentó en las elecciones municipales complementarias del año 1991 como candidato a la alcaldía de la provincia de Mariscal Nieto, resultando luego elegido como alcalde provincial para el período 1991-1992. Fue reelegido en el cargo para el periodo siguiente: 1993-1995 (postulando ambas veces por el Frenatraca). Además postuló varias veces al Congreso de la República sin ser electo (en 1985, 1990 y 1995). Asimismo, postuló dos veces a la alcaldía de la provincia de San Román en el departamento de Puno.
En el año 2006 fundó el Movimiento Lista de Integración para el Desarrollo Regional y postuló nuevamente a la alcaldía de Mariscal Nieto en las elecciones municipales del ese mismo donde obtuvo el quinto lugar. Luego postuló a la presidencia del Gobierno Regional de Moquegua en las elecciones regionales del año 2010 quedando en el quinto lugar.
Finalmente en 2014, Hugo Quispe fue elegido por cuarta vez como alcalde de Mariscal Nieto para el periodo 2015-2018.